# Агаджанян, Жора Мелконович
Георгий Мелконович Агаджанян (8 февраля 1940, Ереван — 2 июня 2020, Пущино) — советский биофизик, доктор технических наук, лауреат Государственной премии СССР, профессор, изобретатель, главный научный сотрудник Института биофизики клетки РАН.

## Биография
В 1963 году закончил Московский государственный университет путей сообщения (МИИТ), факультет «Автоматики, телемеханики и связи на железнодорожном транспорте» (АВТ).
С 1963 года работал в Институте Теоретической и Экспериментальной Биофизики РАН.
1978 году получил степень доктор технических наук.
1978- Лауреат Государственной премии СССР в области науки и техники за разработку принципов построения автоматизированных сканирующих систем оптической микроскопии, создание и внедрение на их основе комплекса приборов для анализа микрообъектов в научных исследованиях и промышленности.
Профессор с 1991 года.

## Направления работ
Основные направления работ: биофизика сложных систем, биофизика клетки и медицинская биофизика. Научные работы в разных направлениях: от разработки приборов для анализа микрообъектов до создания устройства для считывания изображений объектов.

## Статьи
- Агаджанян Г. М., Красницкий А. П., Корнеев Информатика и технология. Система технологического зрения. 1996, 220с. Пущино.
- Агаджанян Г. М. Информационная роль тремора в формировании зрительных сигналов // ДАН 1999 № 3в. 365, Москва, Наука.
- Агаджанян Г. М. Роль тремора и дрейфа в зрительном процессе // ДАН 1999 № 3в. 366, Москва, Наука.
- Агаджанян Г. М. Информационная роль тремора в цветовом зрении // ДАН 1999 № 5 Москва, Наука.
- Агаджанян Г. М., Чайлахян Л. М. Информационная роль механо-физических процессов в формировании зрительных сигналов // Биофизика, 1999
- Агаджанян Ж. М., Иваницкий Г. Р. Ввод информации о микрообъектах в вычислительную машину с помощью следящей развертки.—В сб.: Современные проблемы машинного анализа биологических структур //В наст. сб. — 1970.